# Verbascum foliosum
Verbascum foliosum är en flenörtsväxtart som beskrevs av Adrien René Franchet. Verbascum foliosum ingår i släktet kungsljus, och familjen flenörtsväxter. Inga underarter finns listade i Catalogue of Life.